# إيبولافكوين (بحيرة)
بحيرة إيبولافكوين Epulafquén Lake هي بحيرة تقع في مقاطعة نيوكوين في الأرجنتين.
وهي بحيرة جليدية وتقع في جبال الأنديز في متنزه لانين الوطنية. وتشكل من الناحية المائية بحيرة واحدة مع بحيرة هويتشولفاكوين، وتعتبر امتدادا لها. يفصلها عن بحيرة ويتشولافكين قناة صغيرة.